# Oscar Jacobsson
Oscar Jacobsson (né le 7 novembre 1889 à Göteborg et mort le 25 décembre 1945 à Solberga (sv)) est un auteur de bande dessinée suédois connu pour avoir créé le comic strip Adamson en 1920 pour l'hebdomadaire d'humour Söndags-Nisse (en). 
Traduite dans de nombreuses langues du vivant de son auteur, Adamson lui a apporté la célébrité et en a fait la première grande figure de la bande dessinée suédoise. 
Vingt ans après sa mort, les premiers prix de bande dessinée suédois ont été nommés, en l'honneur de sa création, prix Adamson.

## Biographie

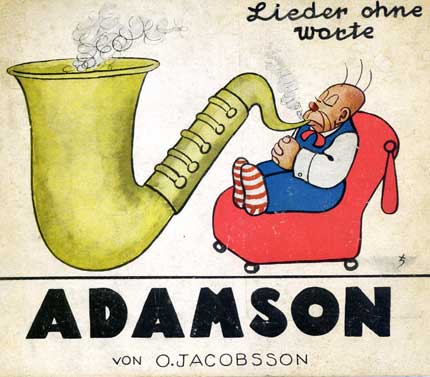
Adamson, « Lieder ohne Worte » (« Romances sans parole »), d'Oscar Jacobsson (1945).

Né à Göteborg en 1889, il commence à publier des dessins dans la presse en 1918. L'hebdomadaire Sondags-Nisse lui demande de réaliser un comic strip en 1920, Adamson, bande muette dont le personnage fume un cigare et est en proie aux difficultés de la vie quotidienne. Distribuée au Japon, aux États-Unis et en Europe, elle connaît rapidement un succès international.